# Sofia Samodelkina
Sofia Vladimirovna Samodelkina (en anglais : Sofia Vladimirovna Samodelkina ; en russe : Софья Владимировна Самоделкина) est une patineuse artistique kazakhe née le 18 février 2007 à Moscou. Elle est la médaillée d'argent du CS Denis Ten Memorial Challenge 2024 et la médaillée d'argent du CS Tallinn Trophy 2024. Elle est la gagnante des championnats du Kazakhstan 2025. 
En tant que patineuse junior, en compétition pour la Russie, elle est médaillée d'argent du JGP Slovénie 2021, médaillée de bronze du JGP Russie 2021 et championne du Denis Ten Memorial Challenge 2021.
Samodelkina est la neuvième femme à réussir un quadruple saut et la quinzième à réussir un triple axel en compétition internationale. Elle est la deuxième femme après Alexandra Troussova à avoir réussi tous les quadruples sauts à l'entraînement, à l'exception du quadruple axel. Elle est la première femme à tenter un quadruple saut en compétition, mais le saut n'a pas été ratifié en raison d'une sous-rotation. Elle a réussi des triples axels, des quadruples salchows et des quadruples orteils homologués en compétition internationale.

## Biographie
Samodelkina est née le 18 février 2007 à Moscou. Elle a un frère aîné et une sœur cadette.
Elle a reçu la nationalité kazakhe à l'été 2023.